# Rhodophaea
Rhodophaea är ett släkte av fjärilar. Rhodophaea ingår i familjen mott.

## Dottertaxa tillRhodophaea, i alfabetisk ordning[1]
- Rhodophaea acrobasella
- Rhodophaea advenella
- Rhodophaea albirenalis
- Rhodophaea basiferella
- Rhodophaea bouchirella
- Rhodophaea chirazella
- Rhodophaea confusella
- Rhodophaea consociella
- Rhodophaea dibaphiella
- Rhodophaea dubiella
- Rhodophaea dulcella
- Rhodophaea duplicella
- Rhodophaea ebeniella
- Rhodophaea eburnella
- Rhodophaea epelydella
- Rhodophaea erastriella
- Rhodophaea farsella
- Rhodophaea formosa
- Rhodophaea getuliella
- Rhodophaea hypophracta
- Rhodophaea incertella
- Rhodophaea infixella
- Rhodophaea injunctella
- Rhodophaea iranalis
- Rhodophaea khachella
- Rhodophaea kurma
- Rhodophaea legatella
- Rhodophaea lella
- Rhodophaea lienpingialis
- Rhodophaea lugens
- Rhodophaea malgachiella
- Rhodophaea marmorea
- Rhodophaea matsya
- Rhodophaea minima
- Rhodophaea minorella
- Rhodophaea narasinha
- Rhodophaea naumanni
- Rhodophaea nigralbella
- Rhodophaea nigrisquamella
- Rhodophaea niveicinctella
- Rhodophaea notulella
- Rhodophaea pagmanalis
- Rhodophaea palumbea
- Rhodophaea perfluella
- Rhodophaea persella
- Rhodophaea persicella
- Rhodophaea praefectella
- Rhodophaea praestantella
- Rhodophaea pseudomalazella
- Rhodophaea pyrrhella
- Rhodophaea quatra
- Rhodophaea ramosella
- Rhodophaea recurvella
- Rhodophaea rhenella
- Rhodophaea semistrigella
- Rhodophaea semiustella
- Rhodophaea senganella
- Rhodophaea stereopis
- Rhodophaea suberastriella
- Rhodophaea supposita
- Rhodophaea tokiella
- Rhodophaea vamana
- Rhodophaea varaha
- Rhodophaea xanthogramma